# Juan de Pablo Bonet
Juan de Pablo Bonet Barletserbant (1573. – 1633.), španjolski katolički svećenik, pedagog, fonetičar i logoped, jedan od prvih koji se posvetio naobrazbi gluhih i jedan od izumitelja znakovnoga jezika.
Studirao je u Zaragozi i Salamanci.
Abecedarij znakovnoga jezika objavio je u djelu Reduction de las letras y Arte para enseñar á ablar los Mudos, tiskanomu u Madridu 1620.
- A.
- B, C, D.
- E, F, G.
- H, I, L.
- M, N.
- O, P, Q.
- R, S, T.
- V, X, Y, Z.